# اچ‌ام‌اس گانتیان (کی۹۰)
اچ‌ام‌اس گانتیان (کی۹۰) (به انگلیسی: HMS Gentian (K90)) یک کشتی بود که طول آن ۲۰۵ فوت (۶۲ متر) بود. این کشتی در سال ۱۹۴۰ ساخته شد.